# Paul Green
Paul Eliot Green (født 17. marts 1894, død 4. maj 1987) var en amerikansk dramatiker hvis arbejder inkludere historiske dramaer om livet i North Carolina gennem de første årtier af det tyvende århundrede. Han modtog Pulitzerprisen for drama for sit skuespil In Abraham's Bosom. I 1934 blev han nomineret til en Oscar for bedste filmatisering sammen med Sonya Levien, for filmen Lykkens Karrusel.